# ゲゲゲの鬼太郎 復活! 天魔大王
『ゲゲゲの鬼太郎 復活! 天魔大王』（ゲゲゲのきたろう ふっかつてんまだいおう）は1993年2月5日にバンダイが発売したスーパーファミコン用のアクションゲーム。
水木しげる原作のアニメ第3期を基にしたキャラクターゲーム。1996年2月29日、同年1月開始のアニメ第4期に合わせ、内容はそのままに定価を下げた「復刻版」として再発売する。なお、販売当時のCMには富山敬演じる最後のねずみ男が登場した。

## ゲーム内容
横スクロールのアクションゲーム。ライフ制で敵の攻撃を受けてたり足場を踏み外して谷底へ落ちてライフがゼロになるとゲームオーバーになるが、隠しコマンドでステージセレクトや2Pキャラの選択機能がある。2Pキャラクターは最初はシーサーのみであるが、最初のステージをクリアするとねずみ男が使えるようになる（ただし、ライフは鬼太郎と共通であるが、ライフの量が20になっている（1人プレイのときのライフの量は10））。そのあと、子泣きじじいや猫娘など敵に捕らわれている仲間達は、ボスを倒して助けると使用できるなど、ストーリー進行で増える形式である。
鬼太郎の武器は弾数無制限の毛ばり。ちゃんちゃんこを使って敵の攻撃を防ぐ事も可能だが、その際こちらからの攻撃は出来ない。
敵妖怪は倒されると宝珠を落とし、これを消費する事で鬼太郎は特殊な技や武器を使用できる。
・1個…ムチ
・2個…リモコンゲタ
・5個…体内電気
道中で戦う雑魚妖怪は銀色の宝珠を、ボス妖怪は倒されると金色の宝珠を落とす。アイテム使用数を銀色の宝珠は1、金色は5増やす。
エンディング冒頭と末尾に於ける下駄が動くシーンは、アニメ2作目のエンディングをリメイクしたものであり、BGMにもアニメ2作目のエンディングテーマ『カランコロンの歌』が使われている。スタッフロールが終わった後は、鬼太郎ファミリーが勢揃いの一枚絵が表示されるが、約1分20秒ほど待つと隠しエンディングが見られる。

## ストーリー
ある日鬼太郎の元に、未来の天童ユメコより、1999年7月に鬼太郎が処刑されるという手紙が届く。未来の自分を救うため、鬼太郎は時を越える石臼を使って1999年へと旅立つ。

## 登場人物

### プレイヤーキャラクター
鬼太郎
1Pのプレイヤーキャラ。
シーサー
ねずみ男
子泣きじじい
砂かけばばあ
猫娘
地獄童子
以上の6人が2Pのプレイヤーキャラ。
一反もめん
空中ステージで鬼太郎を乗せて飛んでくれる。

### 味方キャラクター
天童夢子(ユメコ)
鬼太郎のガールフレンドで人間の少女。1999年の鬼太郎のピンチを救うために、現代の鬼太郎に対して手紙を送ってくる。EDでは現代のユメコも登場する。

### 敵キャラクター
かまいたち
0-1面に登場。縦横斜めに飛び回り、体当たりしてくる。
二口女
0-1面に登場。蛇の髪を伸ばして攻撃する。頭の後ろの大口が弱点。
たんたん坊
0-1面のボス。飛び回りながら、たんを吐いて攻撃する。倒しても宝珠を落とさず、鬼太郎が去った後に石臼を破壊して力尽きる。
ぬっぺらぼう
1-1面に登場。飛び上がった後に突進してくる。
折り畳み入道
1-1面に登場。箱から飛び出して体当たりしてくる。
白山坊
1-1面のボス。空中を浮遊しており、木槌や岩などに化ける。
のっぺらぼう
1-2面に登場。空中を浮遊しながら体当たりしてくる。
あまめはぎ
1-2面に登場。大小の独楽を放って攻撃する。たまに宙返りで攻撃をかわす。
がしゃどくろ
1-2面のボス。地面を突き刺し、竜巻を発生させる。
ふくろさげ
1-3面に登場。上から落下して襲いかかってくる。着地するとその場から動かず尻尾を振って攻撃し、また上に飛び上がる。
あかなめ
1-3面に登場。下から飛び上がってきて、舌を伸ばして攻撃する。
山天狗
1-3面のボス。空中を浮遊しながら、体当たりをしたり、火の玉を飛ばして攻撃する。
ふらり火&毛羽毛現
1-4面に登場。毛羽毛現を乗せたふらり火が左右に飛び回りながら、糞を落として攻撃してくる。
見上げ入道
1-4面のボス。目が弱点だが、目からのビーム、口からの火炎、巨大な腕を振るうなど多彩な攻撃をしてくる。
泥田坊
2-1面に登場。沼から上半身を伸ばして進路を塞ぐ。攻撃しても引っ込むだけで倒せないが、通過すると勝手に倒れる。
チー
2-1面に登場。最初は人間姿だが、九尾の狐と毒気の煙の二つの形態に変身して攻撃してくる。
水虎
2-1面のボス。液状になったり、巨大な水の虎に変化する。水の虎の時にダメージを受けると、ライフが大量に減るので注意が必要である。
かまなり
2-2面に登場。空中を∞のような軌跡を描いて飛びながら体当たりしてくる。
姑獲鳥
2-2面に登場。空中を波状や一直線に飛びながら体当たりしてくる。
かみなり
2-2面のボス。空を飛びながら雷を撃つ。
雪ん子
2-3面に登場。左右に大きく跳躍して移動し、口から冷気を吐いて攻撃してくる。
だるま
2-3面のボス。体内から大量の小だるまを放つ。赤い小だるまは当たり判定が無くダメージも与えられないダミーで、時々出てくる青い小だるまが弱点となる。
フランケンシュタイン
3-1面のボス。地面をパンチして衝撃波を飛ばす。非常にタフで、一度倒されて炎に包まれても、焼けた体のままで復活する。
オオカミ男
3-2面のボス。実は2人おり、2人目は1人目よりも動きが俊敏。倒すと1人目は銀色の宝珠を落とし、2人目は金色の宝珠を落としてくる。
ドラキュラ
3-3面のボス。手下のコウモリを放ったり、自身が巨大なコウモリに変化する。
魔女
3-4面のボス。鬼太郎に魔法をかけて無力なスイカやペンギンなどに変える。
バックベアード
3-5面のボス。見上げ入道と同じ巨大ボス。最初は青色だが、ある程度ダメージを与えていくと紫色に変色する。また、このゲームで唯一、宝珠を奪ってくるキャラクターとなっている（奪う宝珠の量は5個ずつで、奪われた宝珠は取り戻すことが出来ず、倒しても戻ってこない）。
たくろう火
4-1面に登場。空中を波状に飛び回り、動きを止めた後に三つの顔に分かれて渦巻状の軌跡を描きながら体当たりしてくる。
やまたのおろち
4-1面のボス。画面奥から8体の首が順番に出てきて、炎を吐いて攻撃する。最後の首は穴から飛び出して襲いかかってくる。倒されたときに金色の宝珠を落としてくるのはこのボスまでである。
のびあがり
4-2面に登場。半透明のオタマジャクシのような姿で、空中を浮遊しながら体当たりしてくる。小型と大型の個体がおり、小型の個体は攻撃すると逃げていく。最後に登場する大きな個体は倒すことができる。
天狐
4-2面のボス。左右に動きながら電撃を放って攻撃する。ダメージを与えていくと最終的には戦いを放棄し、この時点でステージクリアとなる(後述のメメーン&クンクンも同様)。
餓鬼
5-1面に登場。小妖怪が運ぶ樽が落下すると中から現れる。左右に動くだけで積極的な攻撃はしてこない。倒されたときに宝珠を落としてくる妖怪はこれが最後となる。ほかの妖怪と異なり、無限に出現することから、最後の宝珠稼ぎのチャンスと言える。
ミミーン
5-1面のボス。地獄を制圧した宇宙妖怪の一番手。長身と大きな耳が特徴。液状化して移動したり、手を尖らせて伸ばしたり、玉のようなものを吐いたりして攻撃してくる。最初は攻撃を受けても後退するだけでダメージを与えられないが、ステージから落とされ溶岩を浴びると体色が赤くなり攻撃が通じるようになる。ダメージを与え続けると頭頂から二つに裂けて勝利したことになるが、まだ生きており、EDに再登場する。
ぬらりひょん
5-2面で現れる今回の事件の黒幕。宇宙妖怪と手を組んで1999年の鬼太郎を処刑することに成功する。現代から来た鬼太郎に攻撃されて負傷し、宇宙妖怪に助けを求めるが、その際に願いを叶える地獄の宝珠の事を喋ってしまい、宇宙妖怪に用済みとされ始末された。
メメーン&クンクーン
5-2面のボスで、宇宙妖怪の二・三番手。用済みになったぬらりひょんを始末した後、2人同時に攻撃してくる。目が大きいメメーンは、ジャンプ移動しながら額の目から光線を放ったり、鋭い手の爪を伸ばして攻撃する。鼻が大きいクンクーンは空中を飛びながら光弾を放って攻撃してくる。一定のダメージを与えると戦いを中止し、天魔大王を復活させるために去って行く。
天魔大王の卵
6-1面のボスにして、宇宙妖怪の支配者。地獄に封印されていたが、願いを叶える宝珠の力で復活する。まだ卵の状態だが、この姿でも町一つを焼き尽くすほどの破壊力を持っている。空を飛びながら上下から二本ずつ触手を伸ばし、先端からビームを放つ。攻撃が効くのはこの触手のみ。難易度を「易しい」に設定すると、これが最終ボスとなり、後述の天魔大王との戦いは省略される。（エンディングデモの内容は他の難易度と変わらない）
天魔大王
6-2面のボスにして、本作品の最終ボス。天魔大王の卵が割れると中から出現する。画面に見えるのは顔と腕のみで全体像は不明。手から鬼太郎の動きを短時間封じる光を放つほか、大きな口から火炎弾を吐いて攻撃する。時々口を開いて触手を伸ばすが、その先についている顔が本体であり弱点。可愛らしい見た目をしているが実際は醜悪という二面性を持つ。

## スタッフ
- 監督：林広幸
- 演出：宇都宮将人
- 企画：笠浪膝呼、寺田一洋、馬場博年
- プログラム
  - メイン：宍戸隆
  - ビジュアル：大津哲也
  - キャラクター：鎌田政宏、木村俊夫、高橋正人
- グラフィック
  - メイン：馬場博年
  - キャラクター：笠浪慎二
  - 背景：土肥正和、寺田一洋
  - ビジュアル：相原高幸、横地一頼、真野仁志、死神孝司
  - 協力：古沢正広、一色直郎、三江昭丈、なかおさん、井原義之
- サウンド
  - 音楽、効果音：小松邦博、伊藤康広、浜田智之
- 原作、キャラ原案：水木しげる
- 制作協力：東映動画、INTERBEC

## 評価
ゲーム誌『ファミコン通信』の「クロスレビュー」では、7・6・6・7の合計26点（満40点）、『ファミリーコンピュータMagazine』の読者投票による「ゲーム通信簿」での評価は以下の通りとなっており、19.93点（満30点）となっている。この得点はスーパーファミコン全ソフトの中で192位（323本中、1993年時点）となっている。
| 項目 | キャラクタ | 音楽 | 操作性 | 熱中度 | お買得度 | オリジナリティ | 総合  |
| 得点 | 3.82       | 3.22 | 3.35   | 3.31   | 3.13     | 3.11           | 19.93 |